# Hot seating
En el teatro, el hot seating (pronunciado en inglés /hɑt.si.tɪŋ/ ) es una técnica practicada durante los ensayos cuyo propósito es desarrollar las habilidades de actuación, y consiste en ubicar «en el punto de mira» (de aquí el nombre) a uno o varios de los practicantes, que debe actuar un personaje, y el resto del grupo debe cuestionarle aspectos de sí mismo. Generalmente hay un maestro que guía la actividad y da observaciones a los actores.

## Terminología
Hot seating proviene de la expresión inglesa, [being] in the hot seat «[estar] en el punto de mira», e -ing, el sufijo en inglés para formar gerundios, por lo que vendría a significar algo como puntomirismo. Literalmente, hot significa «caliente» y seating «asiento», por lo que otra traducción válida sería «asiento caliente».

## Actividad

### Ideas para personajes
Algunos personajes típicos son:
- Personajes históricos
- Un granjero
- Un soldado romano
- Un deshollinador
- Tutankamón
- El presidente Kennedy
- Florence Nightingale

### Criterios
Algunos roles requerirán de una mínima investigación por parte de los alumnos de las biografías, aunque el uso de la imaginación obviamente esté permitido. Debe permanecer en su personaje todo el tiempo que dure la actividad.
Es importante que el resto del grupo esté preparado para hacer preguntas pertinentes. No se atasque con los hechos durante los asientos calientes, sino concéntrese en los sentimientos y observaciones personales.
Opcionalmente, se pueden traer algunos objetos personales que ayuden a personificar el personaje.

### Resultado
Es una herramienta dramática muy efectiva y utilizada, así como una de las más conocidas. Permite a los practicantes aprender a explorar un personaje, así como diferentes puntos de vista.
- Datos: Q97275655